# جوردن كرين (فنان قصص مصورة)
جوردن كرين (بالإنجليزية: Jordan Crane)‏ هو فنان قصص مصورة أمريكي، ولد في 8 سبتمبر 1973.